# GP2-es nagydíjak listája
|          | Ország                   | Év                         | Pálya / pályák                                            |
| -------- | ------------------------ | -------------------------- | --------------------------------------------------------- |
| 12 futam | Magyarország             | 2005–2016                  | Hungaroring                                               |
|          | Monaco                   | 2005–2016                  | Circuit de Monaco                                         |
|          | Nagy-Britannia           | 2005–2016                  | Silverstone Circuit                                       |
|          | Olaszország              | 2005–2016                  | Autodromo Nazionale di Monza                              |
|          | Spanyolország            | 2005–2016                  | Circuit de Catalunya                                      |
| 11 futam | Németország              | 2005–2014, 2016            | Hockenheimring, Nürburgring                               |
|          | Belgium                  | 2005, 2007–2016            | Spa-Francorchamps                                         |
| 8 futam  | Európai nagydíj          | 2005–2006, 2008-2012, 2016 | Nürburgring, Valencia Street Circuit, Baku Street Circuit |
| 7 futam  | Törökország              | 2005–2011                  | Isztambul Park                                            |
| 6 futam  | Bahrein                  | 2005, 2007, 2012–2015      | Bahrain International Circuit                             |
| 5 futam  | Egyesült Arab Emirátusok | 2010, 2013–2016            | Yas Marina Circuit                                        |
| 4 futam  | Franciaország            | 2005–2008                  | Circuit de Nevers Magny-Cours                             |
| 3 futam  | Malajzia                 | 2012–2013, 2016            | Sepang International Circuit                              |
|          | Ausztria                 | 2014–2016                  | Red Bull Ring                                             |
| 2 futam  | Szingapúr                | 2012–2013                  | Marina Bay Street Circuit                                 |
|          | San Marino               | 2005–2006                  | Autodromo Enzo e Dino Ferrari                             |
|          | Oroszország              | 2014–2015                  | Sochi International Street Circuit                        |
| 1 futam  | Portugália               | 2009                       | Autódromo Internacional do Algarve                        |